# Salle Albert-Rousseau
La Salle Albert-Rousseau est une salle de spectacle multidisciplinaires située dans l'arrondissement Sainte-Foy–Sillery–Cap-Rouge dans la grande ville de Québec.

## Histoire
La Salle Albert-Rousseau fut à l'origine construite en 1960 alors que l'Académie de Québec désirait obtenir son auditorium. Avec la transformation de l'Académie de Québec en Cégep de Sainte-Foy, la salle est connue sous le nom de Grand Amphithéâtre du Cégep de Sainte-Foy. La salle est renommée, officiellement le 27 octobre 1982 Albert Rousseau pour rend hommage au peintre décédé en mars 1982.En 1983, la salle est modernisée et rénovée. 
Aujourd'hui, la salle présente différents spectacles de variétés, d’humour, de chanson et de théâtre. Cette salle de spectacle à l'italienne contient 1 348 places.
Elle est partie intégrante du Cégep de Sainte-Foy dont elle constitue l’un des leviers de la contribution à la communauté. La Salle Albert-Rousseau est une institution culturelle régionale majeure, reconnue comme telle par les différents intervenants de l’industrie du spectacle et par les autorités publiques.